# Heteromeringia cornuta
Heteromeringia cornuta är en tvåvingeart som beskrevs av Mitsuhiro Sasakawa 1966. Heteromeringia cornuta ingår i släktet Heteromeringia och familjen träflugor.
Artens utbredningsområde är Papua Nya Guinea. Inga underarter finns listade i Catalogue of Life.